# Skworczyk skromny
Skworczyk skromny (Aplonis mavornata) – gatunek małego ptaka z rodziny szpaków (Sturnidae). Znany wyłącznie z jednego okazu pozyskanego na Mauke (Wyspy Cooka). Uznany za wymarły.

## Taksonomia
Po raz pierwszy gatunek opisał Sir Walter Lawry Buller w 1887. Holotyp przechowywany był w Muzeum Brytyjskim (obecnie Muzeum Historii Naturalnej w Londynie). Początkowo nie było wiadome, gdzie został pozyskany. Przypuszczano, że mogła to być wyspa Raiatea (Polinezja Francuska). Przed ustaleniem, że pochodził on z Mauke (Wyspy Cooka) nazwa anglojęzyczna tego ptaka brzmiała Mysterious Starling (dosł. „tajemniczy szpak”). Ornitolodzy długo spekulowali nad przynależnością gatunkową jedynego znanego okazu. Richard Bowdler Sharpe (1890) zasugerował, że wygląd skworczyka skromnego jest zgodny z wyglądem przedstawiciela Aplonis ulietensis (z Raiatea), uwiecznionego przez Forstera. Erwin Stresemann (1949) uznał, że wygląd tych dwóch ptaków jest jednak odmienny. Na podstawie zapisków Andrew Bloxama ustalono, że holotyp został pozyskany na Mauke 9 sierpnia 1825, podczas podróży HMS Blonde.

## Morfologia
Całkowita długość ciała wynosi około 18 cm. Długość skrzydła: 105 mm, długość ogona 64 mm, długość górnej krawędzi dzioba (od początku nozdrzy) 12,4 mm, długość skoku 27,4 mm. Upierzenie jest całe brązowe. Na głowie dostrzec można brązowy połysk. Na pokrywach podogonowych widoczne są gdzieniegdzie białe stosiny. Według opisu Bloxama tęczówka była żółta.

## Status
IUCN uznaje skworczyka skromnego za gatunek wymarły (EX, Extinct). Jest znany wyłącznie z jednego okazu. Przez kolejne 150 lat po opisaniu gatunku żaden ornitolog nie przybył na Mauke; przez ten czas gatunek już wymarł. Do wymarcia prawdopodobnie przyczyniły się zawleczone na wyspę szczury.